# Beverley Ann Lewis
Beverley Ann Lewis () es una botánica, orquideóloga, profesora, taxónoma, conservadora, y exploradora estadounidense.

## Carrera
Desarrolla actividades académicas y científicas en el Departamento de Biología Ecológica y Evolucionaria, Storrs, Connecticut, de la Universidad de Connecticut.
Es autora en la identificación y nombramiento de nuevas especies para la ciencia, a abril de 2016, posee treinta y tres registros de especies nuevas para la ciencia, especialmente de la familia Orchidaceae, y con énfasis de los géneros Dendrobium, y Bulbophyllum (véase más abajo el vínculo a IPNI).
Ha realizado expediciones botánicas a Madagascar. En 1993 compartió una serie de expediciones de recolección con otros científicos visitantes: en los bosques de Betatao, en el norte de Anjozorobe. También ha recolectado en Panamá, y Tanzania.
- La abreviatura «B.A.Lewis» se emplea para indicar a Beverley Ann Lewis como autoridad en la descripción y clasificación científica de los vegetales.[10]